# Калаврита
Калаврита (грец. Καλάβρυτα) — область і муніципалітет у східній частині ному Ахая, Західна Греція. Найбільший муніципалітет ному, тут мешкає близько 18 % його населення, проте щільність населення навпаки найнижча. Один з центрів гірськолижнього туризму у Греції. 
Місто розташоване на відставні 40 км від Егіо, 190 км від Афін, 130 км від Олімпії і близько 85 км від Триполі. Сполучене автомагістраллю Калаврита — Патри. На південь від міста розташована Печера озер.

## Сучасність
Калаврита відома тим, що у день православного свята Благовіщення (за юліанським календарем) 25 березня 1821 року митрополит Германос благословив стяг повстанців Пелопоннесу проти Османського панування у монастирі Ая-Лавра, що у Калавриті.. Тоді ж вперше прозвучало гасло повстанців «Елефтерія і танатос» (Свобода або смерть).

## Населення
| Рік  | Місто | Муніципалітет |
| ---- | ----- | ------------- |
| 1981 | 2,015 | —             |
| 1991 | 2,111 | 8,306         |
| 2001 | —     | 8,609         |